# Colletotrichum typhae
Colletotrichum typhae är en svampart som beskrevs av H.C. Greene 1956. Colletotrichum typhae ingår i släktet Colletotrichum och familjen Glomerellaceae.   Inga underarter finns listade i Catalogue of Life.